# Около света за 80 дни (филм, 2004)
„Около света за 80 дни“ (на английски: Around the World in 80 Days) е американска комедия от 2004 г., базирана на известния едноименен роман на Жул Верн. Режисьор е Франк Корачи, с участието на Джаки Чан, Стив Куган, Сесил дьо Франс, Джим Броудбент и Арнолд Шварценегер. Премиерата на филма в САЩ е на 6 април 2004 г.

## Сюжет
Внимание:  Текстът по-долу разкрива сюжета на произведението (или части от него)!
Извършен е дързък грабеж от Националната банка на Англия. Неизвестен китаец открадва статуята на Нефритения Буда и, бягайки от преследването, случайно среща Филиас Фог – млад ексцентричен учен, обсебен от различни технически изобретения. Китаецът на име Лау Син е нает от Филиас Фог като слуга под името Паспарту, а също така участва в неговите научни експерименти, понякога като „морско свинче“.
Основният противник на г-н Фог е помпозният лорд Келвин, ръководител на Кралската академия на науките. Лорд Келвин смята заниманията на Фог за пълна глупост и по време на поредния публичен дебат за скоростта на движение на хората в бъдеще Фог прави необичаен залог с лорда. Филиас Фог се ангажира да обиколи света за 80 дни, като в този случай лорд Келвин ще подаде оставка от поста си, отстъпвайки го на Фог. Но ако Фог не успее да изпълни плана си за 80 дни, тогава той ще трябва да унищожи работилницата си и да се откаже от науката завинаги. Коварният лорд Келвин не иска да загуби този залог и изведнъж получава помощ от безмилостната генерал Фан. Тя предлага да върне открадната статуя на Нефритения Буда на Келвин, убивайки както Фог, така и Паспарту, а в замяна Келвин ще ѝ помогне да завладее родното село на Паспарту в Китай.
Фог и Паспарту, избягали успешно от инспектор Фикс, нает от лорд Калвин, отиват в Париж, където Филиас среща очарователната художничка Моник, бъдеща импресионистка. В Париж Паспарту е нападнат от слугите на генерал Фан, но той успява да избяга от тях и скоро Фог, Паспарту и Моник, която се присъединява към тях, летят от Франция за Турция с балон. В Турция пътниците се срещат с принц Хапи. Той обожава модерното изкуство, а короната на колекцията на принца е собствената му статуя (пародия на „Мислителят“ на Роден). Отначало Хапи е изключително любезен към пътуващите, но след това решава, че Моник трябва да остане в двореца му като негова седма съпруга. С големи трудности Фог, Паспарту и Моник успяват да избягат от похотливия принц и да заминат за Индия, където за тях започва истински лов.
Лорд Келвин, използвайки своето влияние, нарежда на полицията и войските да заловят Фог и Паспарту като крадец и негов съучастник. За да избегнат ареста, господарят и слугата му са принудени да се маскират като жени. Благодарение на този хитър ход те успяват да заблудят полицията, но не и агентите на генерал Фан. Паспарту успява да отблъсне атаката им, пътниците отново се откъсват от преследвачите си и се озовават в Китай. Паспарту води Фог и Моник в родното му село и там Филиас най-накрая научава, че Паспарту всъщност е Лау Син – бойният майстор, отвлякъл Нефритения Буда, за да върне безценната статуя в местния храм. По-късно бандата на „Черните скорпиони“ атакува селото, Фог и Моник са заловени, но на помощ им идва Лау Син, който смело влиза в битка с бандитите. Уви, силите са неравностойни, Лау Син е почти победен, но след това е спасен от майсторите на бойните изкуства, които се наричат „Десетте кантонски тигри“. Това са 10-те най-добри майстори на кунг фу в това село и един от тях е самият Лау Син.
Фог, разочарован от измамата на Лау Син, решава да продължи пътуването си сам. Той пътува до Сан Франциско, където става жертва на измама и губи всичките си пари, но скоро е открит от Лау Син и Моник. По време на пътуване в пустинята приятелите се срещат с братята Райт, които тъкмо тестват самолета си. След като вижда изобретението на братята, Фог ги нарича гении и от своя страна им предлага няколко малки подобрения. Вече в Ню Йорк, Лау Син, Моник и Фог са на път да се качат на параход, плаващ до Великобритания, но изведнъж попадат в капан, където ги очаква самата генерал Фан с най-добрите си бойци. В работилницата, където се изгражда Статуята на свободата, се провежда грандиозна битка, в която Фог и неговите приятели печелят, но губят време и корабът отплава към Англия без тях.
Пътуващите се качват на друг кораб, но осъзнават, че няма да са в Лондон навреме. Тогава Фог, спомняйки си за изобретението на братята Райт, предлага на капитана да изгради „летяща машина“ от корабни дъски. Първоначално капитанът се колебае, но Фог му предлага в замяна нов кораб и пластична операция за възстановяване на зърната (капитанът няма зърна, защото са били отхапани от акула). В резултат капитанът приема предложението на Фог и скоро „летящата машина“ се издига във въздуха от палубата на кораба и се насочва към Лондон. Поради несъвършената технология „апаратът“ започва да се разпада във въздуха и пътниците извършват аварийно кацане точно пред Кралската академия на науките. Лорд Келвин, който не иска да губи, изпраща лондонската полиция да арестува Фог и приятелите му, а Фог няма време да стигне до най-горното стъпало на Академията, преди Биг Бен да удари пладне. Триумфиращият лорд Келвин се провъзгласява за победител, но околните започват да твърдят, че той е използвал нечестни методи, за да постигне целта си. Лорд Келвин обаче е толкова уверен в победата си, че крещи силно, че дори самата кралица, за която не се интересува, няма да може да му попречи на него – всемогъщия лорд. Но лорд Келвин не забелязва, че самата кралица Виктория стои зад него без тя и дума да проговори. Чувайки подобни думи, отправени към нея, кралицата нарежда незабавен арест на наглеца и измамника, а тя обяснява на Фог грешката му. Оказва се, че му остава още цял ден, тъй като Фог е пътувал на изток и е натрупал един ден, премествайки стрелката с по един час за всеки от 24-те часови пояса. Кралица Виктория назначава Филиас Фог за ръководител на Кралската академия на науките и заедно с Моник щастливият Фог се изкачва по стълбите на Академията и празнува победата.

## Актьорски състав
| Актьор             | Роля                                                                               |
| ------------------ | ---------------------------------------------------------------------------------- |
| Стив Куган         | Филиас Фог – английски ексцентричен изобретател и пътешественик                    |
| Джаки Чан          | Лау Син – китайски слуга на Филеас Фог, с прякор Паспарту / Тигър №10              |
| Сесил дьо Франс    | Моник Ларош – френска художничка импресионистка                                    |
| Джим Броудбент     | Уилям Томсън, лорд Келвин – Ръководител на Кралската академия на науките           |
| Юен Бремнер        | Фикс – полицейски инспектор                                                        |
| Кати Бейтс         | Кралица Виктория – кралица на Обединеното кралство Великобритания и Ирландия       |
| Арнолд Шварценегер | Хапи – турски принц                                                                |
| Иън Макнийс        | Хърбърт Китчънър – полковник от британската армия                                  |
| Карън Мок          | генерал Фан – майсторка на бойните изкуства                                        |
| Роджър Хамънд      | лорд Сесил Роудс – британски политик                                               |
| Дейвид Райъл       | лорд Робърт Гаскойн-Сесил – британски политик                                      |
| Марк Ади           | капитан на параход                                                                 |
| Ричард Брансън     | човек с балон                                                                      |
| Джон Клийз         | полицейски сержант от Лондон                                                       |
| Уил Форте          | Боби – млад френски полицай                                                        |
| Натали Хиндс       | сънлива французойка                                                                |
| Само Хунг          | Хуан Фейхун – велик китайски майстор на бойните изкуства / Тигър №2                |
| Роб Шнайдер        | бездомник от Сан Франциско                                                         |
| Люк Уилсън         | Орвил Райт – американски пионер в авиацията, брат на Уилбър                        |
| Оуен Уилсън        | Уилбър Райт – американски пионер в авиацията, брат на Орвил                        |
| Даниел Ву          | Бак Мей – китайски майстор на бойните изкуства, лидер на бандата „Черни скорпиони“ |
| Робърт Файф        | Жан Мишел                                                                          |
| Адам Годли         | господин Сътън                                                                     |
| Маги Кю            | жена агент                                                                         |
| Фил Мейо           | бездомник от Лондон                                                                |
| Михаел Юн          | мениджър на художествена галерия                                                   |
| Франк Корачи       | ядосан пешеходец                                                                   |
| Дон Таи            | Хо – китайски майстор на бойните изкуства / Тигър №9                               |

## Интересни факти
- Снимките започват на 13 март 2003 г. в Тайланд. В средата на април снимките се преместват в Берлин (студио Babelsberg), където продължават през следващите три месеца до края на юни същата година.
- Първоначално снимките трябва да се проведат в Прага, но поради наводнения тази опция трябвало да бъде изоставена и в същото време сценарият е спешно пренаписан.
- Френският балонист, чиито герои на филма отвличат балон в Париж, това е камео на сър Ричард Брансън, основател и собственик на бизнес империята „The Virgin Group“, която обединява повече от двеста компании в развлекателната, медийната и туристическите индустрии по света. Освен това той е известен като голям фен на въздухоплаването.
- Преди последната битка до Статуята на свободата героите забелязват това произведение на изкуството, но не знаят какво е то. Моник казва, че това е „французойка“. В действителност Статуята на свободата е дарена на Америка от Франция.
- Статуята на свободата, използвана във филма, е направена от служителите на студиото Babelsberg. Символът на Ню Йорк е направен изцяло от полистиролова пяна.
- Това е първият филм, който представя Оуен и Люк Уилсън като братя и сестри на екрана.
- Китайските власти поискват толкова огромна сума за снимките, че се оказа неприемливо за продуцентите. В крайна сметка е решено да се построят пейзажи в Тайланд, които струват „само“ 4 000 000 долара. В Тайланд са заснети всички сцени в „китайското село“ и сцени по улиците на „Агра в Индия“.
- За заснемането са направени две „летящи машини“. Едната е построена и използвана в Тайланд, а другата е използвана в Германия.
- Силвестър Сталоун заснема кратък епизод за филма. Според сценария героите на филма нямат достатъчно пари за параход обратно от САЩ и Паспарту трябва да се бие на ринга с боксьор, за да спечели битката и да получи пари като награда. Ирландският боксьор е изигран от Сталоун. По време на окончателния монтаж обаче всички сцени със Сталоун са изрязани.
- Много от картините в сцената в художествената галерия са копия на картини на Винсент ван Гог.
- Филмът напълно се проваля в боксофиса и донася около 80 милиона долара загуби, което води продуцентите до фалит.
- Арнолд Шварценегер изиграва в този филм последната си роля, преди да бъде избран за губернатор на Калифорния.
- В оригиналната версия на филма са планирани битка с гигантски октопод и среща с капитан Немо.